# أوبرلنغن
أوبرلينغن ( Iberlinge) هي مدينة ألمانية تقع على الشاطئ الشمالي لبحيرة كونستانس (بودنزيه)، في ولاية بادن-فورتمبيرغ، بالقرب من الحدود السويسرية. تُعد ثاني أكبر مدينة في مقاطعة بودنزيه كرايس بعد فريدريشسهافن، وهي مركز مهم للمجتمعات المحيطة. منذ 1 يناير 1993، صُنفت أوبرلينغن كـمدينة ذات دائرة كبيرة (Große Kreisstadt).

## التاريخ
يعود تاريخ أوبرلينغن إلى الحقبة الرومانية، لكن الاستيطان في المنطقة يسبق هذه الفترة بكثير، إذ تشير الاكتشافات إلى وجود مستوطنات تعود للعصر الحجري على ضفاف البحيرة، ضمت جماعات يتراوح عدد أفرادها بين 50 و100 شخص. تنتمي هذه المستوطنات إلى حضارة هالشتات، وتم توثيق نمط حياتهم ولباسهم وغذائهم من خلال الحفريات، مثل تلك التي جرت في هالشتات النمساوية في القرن التاسع عشر.
وقد اكتشفت مواقع مشابهة، وإن كانت أصغر حجماً، قرب هودينغن، وأخرى في ديتينغن قرب كونستانس، فضلاً عن موقع كبير في أونتروهلدينغن حيث يوجد اليوم متحف أثري مفتوح.
كان يتم دفن الموتى إما بالحرق أو في قبور بسيطة أو تلال. وارتدت النساء حليًا من البرونز أو الذهب، خاصة الأقراط. وتدل الأدوات المكتشفة على اعتماد السكان على مزيج من الصيد والزراعة وصيد الأسماك.

### الحقبة الرومانية والميروفنجية
في عهد الإمبراطور أوغسطس (31 ق.م – 14 م)، بسط الرومان سلطتهم من جبال الألب حتى نهر الدانوب، وذلك من خلال حملات بقيادة نيرون دروسوس وتيبيريوس. وتشير بعض التفسيرات إلى أن جزيرة مايناو في بحيرة كونستانس كانت مركز عمليات للحملة الرومانية عام 15 ق.م.
ولأغراض النقل العسكري وبناء وصيانة السفن، استحوذ الرومان على كامل الساحل السويسري للبحيرة. وقد مكّنتهم مواقعهم من تنفيذ عمليات مزدوجة نحو شرق تيرول وبافاريا أو نحو الغرب في وادي نهر الراين. وقد أُديرت المنطقة من قبل مسؤول مالي (procurator) تابع للإمبراطور تيبيريوس، وكانت تتبع مقاطعة أوغوستا فيندليكوروم، أي أوغسبورغ الحالية.
يمر الطريق الروماني القديم الذي كان يصل شتوكاخ بأوبرلينغن ثم على طول البحيرة إلى أونتروهلدينغن وفريدريشسهافن بالمكان الذي تسير فيه السكك الحديدية اليوم.
وقد وجدت آثار للصراعات بين الرومان المتراجعين والقبائل الجرمانية كالألمان، والتي بدأت تعلو قوتهم، حيث شُيدت مستوطنات فوق أنقاض المحروقات القديمة، واستعادت الغابات والمروج أراضيها ثم عادت للإنسان ثانية. وبحلول النصف الثاني من القرن الرابع، ظهرت عائلات قيادية تدافع عن نفسها وسكانها ضد الغزوات الرومانية المتقطعة وغيرهم.
مع انسحاب الرومان إلى حدودهم الغربية واهتمامهم بالدفاع عن إيبيريا، خاض الفرنجة بقيادة كلوفيس الأول (482–511) والقوط بقيادة ثيودوريك الكبير (471–527) صراعات للسيطرة على المنطقة. خلال هذه الفترة، كانت أوبرلينغن مركزاً لدوقات الألمان. وذُكرت المدينة لأول مرة في 770 باسم Iburinga، وربما عُرفت قبلها باسم Gunzoburg (641)، مقر الدوق الألماني غونزو. وقد تم تحديد موقع فيلته في الركن الشمالي الغربي من المدينة، خارج الخندق الداخلي الحالي.

### العصور الوسطى
كان دوقات الألمان (الأليمان) في أوبرلينغن على صلات وثيقة بعائلات أوروبية أخرى؛ فقد كانت هيلديغارد، الزوجة الأولى للإمبراطور شارلمان، تنتمي إلى عائلة كونتات لينزغاو، التي كانت إقامتها في بوخهورن (فريدريشسهافن حاليًا) على ضفاف بحيرة كونستانس. كما تزوج كل من لويس الورع (814–840) ولويس الألماني (843–876) من نساء ينتمين إلى عائلة فيلف الألمانية النبيلة.
في القرن العاشر، تعرضت منطقة لينزغاو لغزو من المجريين، وكانت الحروب المستمرة معهم قد أوشكت أن تُفني عائلات المنطقة.
وقد جلبت نزاع التنصيب في القرن الحادي عشر صراعات إضافية، حيث كانت القرى والممتلكات التابعة لأحد أطراف النزاع تتعرض للهجوم من الطرف الآخر. غير أن أسرة هوهنشتاوفن استطاعت بحلول نهاية القرن الحادي عشر والنصف الأول من القرن الثاني عشر أن تعيد الاستقرار للإمبراطورية الرومانية المقدسة. وكانت الأسرة تنحدر من هذه المنطقة، وأصبحت شوابيا، ولينزغاو، ومنطقة بودنزيه مركزًا للإمبراطورية.
وفي هذه الحقبة، بدأت أوبرلينغن بالازدهار. فقد فُقد العديد من الوثائق بسبب حريق المدينة عام 1279، لكن يمكن استنتاج الكثير عن هذه المرحلة. وبتوسع الإمبراطورية الرومانية المقدسة، نالت المناطق تحسينات بنيوية شملت الطرقات وتنظيم التبادل التجاري، مما شجّع على ازدهار التجارة، لاسيما في شوابيا الواقعة وسط الإمبراطورية. ولا يُعرف تاريخ منح حقوق السوق للمدينة بدقة، لكن يُرجّح أنه كان بين عامي 1180 و1191؛ فقد أظهرت خرائط الطريق التجاري من شتوكاخ إلى بوخهورن وجود أوبرلينغن كمدينة مماثلة من حيث الحجم والنمط. وبحلول عام 1226، كان للمدينة مقبرة يهودية، ما يرجح وجود سوق فيها منذ زمن أقدم، وربما منح الإمبراطور فريدريش بربروسا هذه الحقوق في أواخر عهده. إذ زار المنطقة عدة مرات في أعوام: 1153، 1155، 1162، 1181، 1183، وأقام في عام 1187 في فالهاوزن المقابلة للبحيرة، حيث وقّع على وثائق إنشاء دير زالم.
وفي نهاية القرن الرابع عشر، مُنحت أوبرلينغن صفة المدينة الإمبراطورية الحرة. وفي عام 1547، وسّع الإمبراطور شارل الخامس حقوق السوق، مانعًا إقامة أي تجارة بالحبوب أو الملح في نطاق ميلين ألمانيين (حوالي 15 كم) من المدينة.

### العصور الحديثة المبكرة

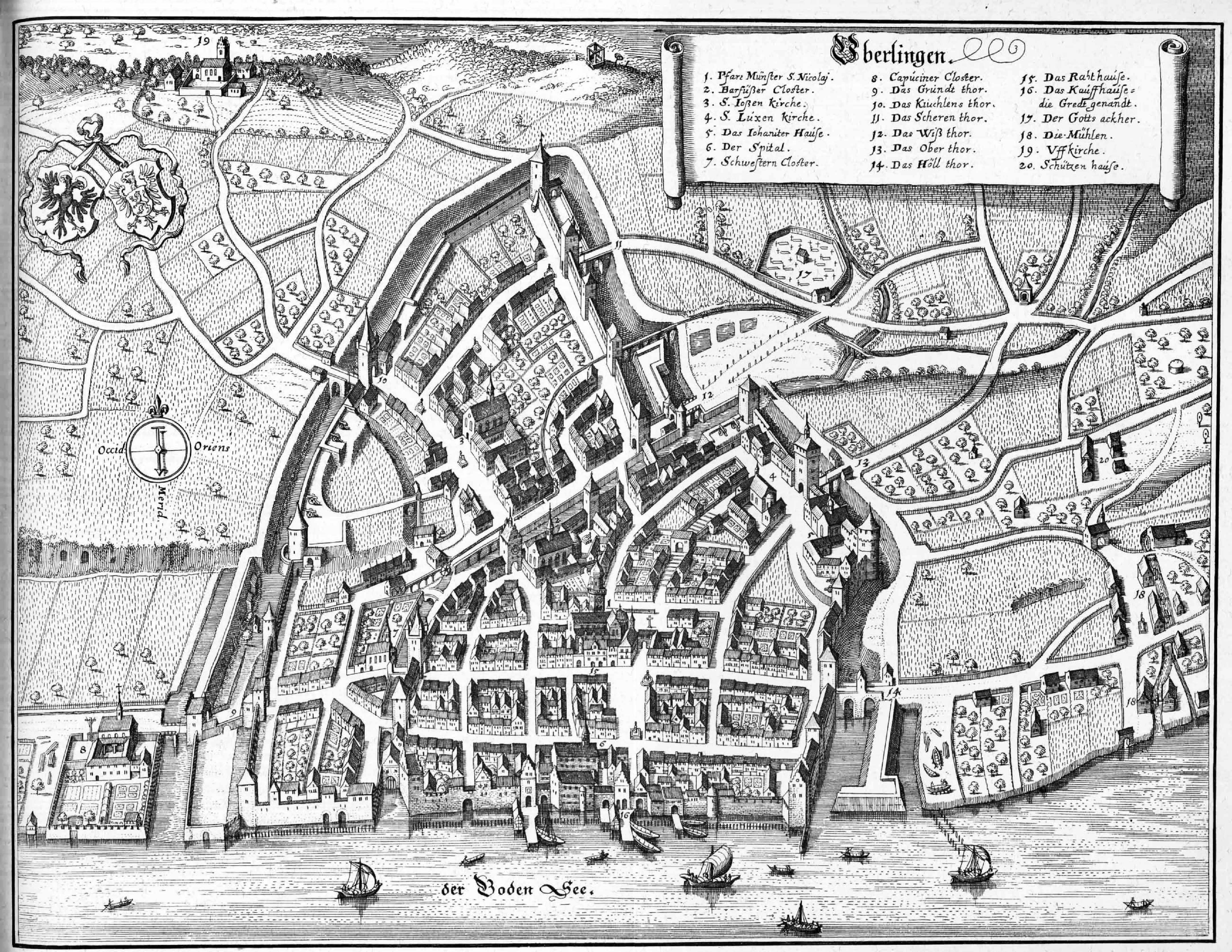
أوبرلينغن بين 1640–1650، نقش لمايتيوس ميريان

شهدت المدينة ازدهارًا بين القرنين الثالث عشر والسادس عشر، لا سيما بفضل زراعة الكروم الواسعة على المنحدرات الجنوبية المطلة على بحيرة كونستانس، ومناخها الصحي، مما ساهم في نشوء صناعة "الشفاء بالمستشفيات". وقد امتلك مستشفى الروح القدس في أوبرلينغن أراضٍ واسعة في أعالي وأسافل لينزغاو، وفي هغاو. وشجعت ثروة المدينة على تشييد معالم معمارية بارزة، مثل كنيسة سانت نيكولاوس في أواخر القرن الخامس عشر؛ وقاعة المدينة في نفس الحقبة؛ ومساكن فخمة لعائلات أطباء المستشفى. وقد انعكست ثروة المدينة في فنها وعمارتها، خاصة تحصيناتها المتينة.
وخلال حرب الفلاحين الألمانية عام 1525، لعبت أوبرلينغن دورًا حاسمًا باعتبارها مدينة محصنة. وعندما تمرد جنود جورج ترُخسس فون فالدبورغ وحاصروا مدينة رادولفزل، قاد عمدة أوبرلينغن قوة صغيرة لفك الحصار وعاد بـ150 أسيرًا تم إعدامهم جميعًا في يوم واحد على يد جلاد المدينة. وكمكافأة، مُنحت المدينة الحق في أن تُدرج في شعارها سيفًا مسلولًا، وصقر آل هابسبورغ، والنسر الإمبراطوري.
بفضل مشاركتها، احتفظت أوبرلينغن بحقوق نقاباتها بعد حرب شمولكالد في أربعينيات وخمسينيات القرن السادس عشر. وخلال حرب الثلاثين عامًا، حاصرها الجيش السويدي وحلفاؤه من ساكسونيا عامي 1632 و1634، لكن المدينة صمدت رغم الحصار الطويل. وعندما تم اختراق الأسوار في مايو 1634، قاتل السكان في الشوارع والمنازل حتى انسحب الغزاة. وقد نُسب هذا "الانتصار المعجزي" لتدخل العذراء مريم، ويُقام سنويًا ما يُعرف بـ"موكب السويديين". وفي عام 1643، تعرضت المدينة لهجوم جديد أدى لاحتلالها من قبل القوات الفرنسية حتى حررها فرانز فون ميرسي عام 1644. وبموجب هدنة أولم (1647), أنهت بافاريا الأعمال العدائية مع فرنسا والسويد، لكن الأخيرة احتلت المدينة مجددًا بين عامي 1647 و1649.

### أوبرلينغن كمنتجع صحي

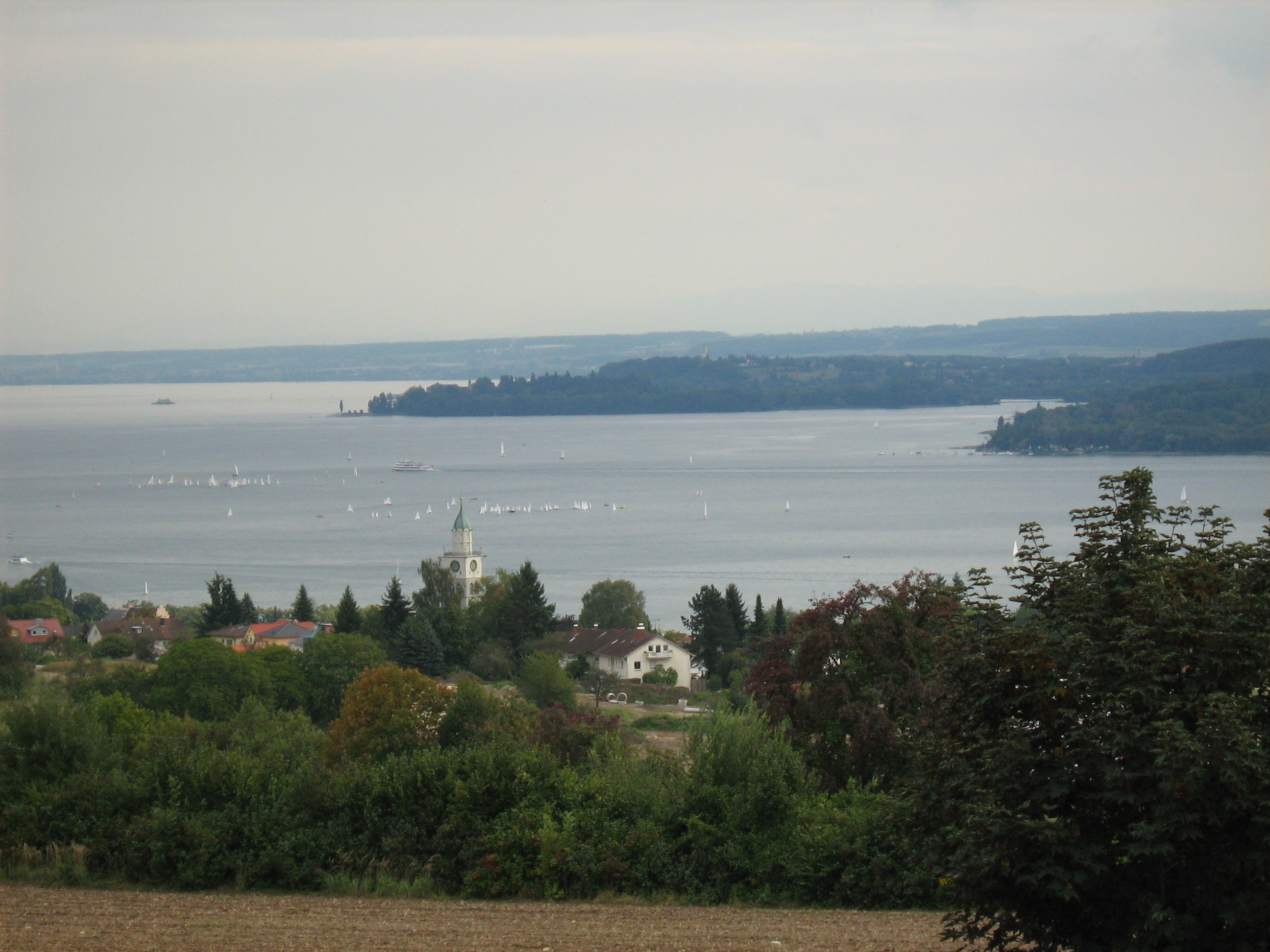
أوبرلينغن مع خلفية بحيرة كونستانس

عرفت المدينة خصائص مياهها المعدنية العلاجية منذ القرن السادس عشر، حيث تنبع من مصدر تحت أحد أبراج السور الغربي. وقد كانت مصدر دخل ثابت للمدينة ومستشفاها. لكن الينبوع دُفن خلال حرب الثلاثين عامًا، وبقي مهملًا لفترة طويلة حتى "اكتُشف مجددًا" خلال سنوات التراجع الاقتصادي.
أُنشئ فندق صحي في المدينة، وبدأ المشاهير بالتردد عليها مثل: هاينريش تسشوكه، الشاعر لودفيغ أولاند، غوستاف شڤاب، واللغوي فرانتس بفيفر. ولا يزال الممر المطل على السور الغربي يسمى "ممشى أولاند"، وتوجد لوحة تشير إلى كونه مفضلًا للشاعر.
تأخرت المدينة في النهوض الاقتصادي بسبب ضعف وسائل النقل. وعلى الرغم من مرور أول باخرة فحمية باسم هوهنتفيل عبر البحيرة عام 1825، فإن النهضة الحقيقية بدأت عام 1895 عندما تم ربط المدينة بالسكك الحديدية. وفي عام 1901، تم وصل الخط بـفريدريشسهافن، مما سهّل الوصول من وإلى أوبرلينغن، وعزز مكانتها كوجهة صحية. وقد اكتمل خط السكك الحديدية حول البحيرة بذلك، ما جعل الترويج للسياحة العلاجية ممكنًا.

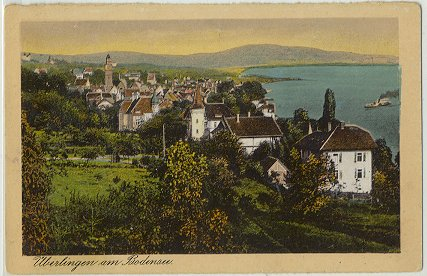
أوبرلينغن حوالي عام 1900

### جمهورية فايمار وفترة الاشتراكية الوطنية
تعرضت المدينة لصدمات الحرب العالمية الأولى، حيث فقدت 145 من أبنائها، واعتُبر 20 آخرون في عداد المفقودين. وفي عام 1918، ومع الثورة وتنحي القيصر فيلهلم الثاني، أصبحت المدينة جزءًا من جمهورية بادن. وقد وصف بعض السكان تلك الثورة بأنها "راحة سلمية". إلا أن موجة التضخم الهائل بين 1918 و1923 أثرت سلبًا على السكان، خصوصًا المتقاعدين.

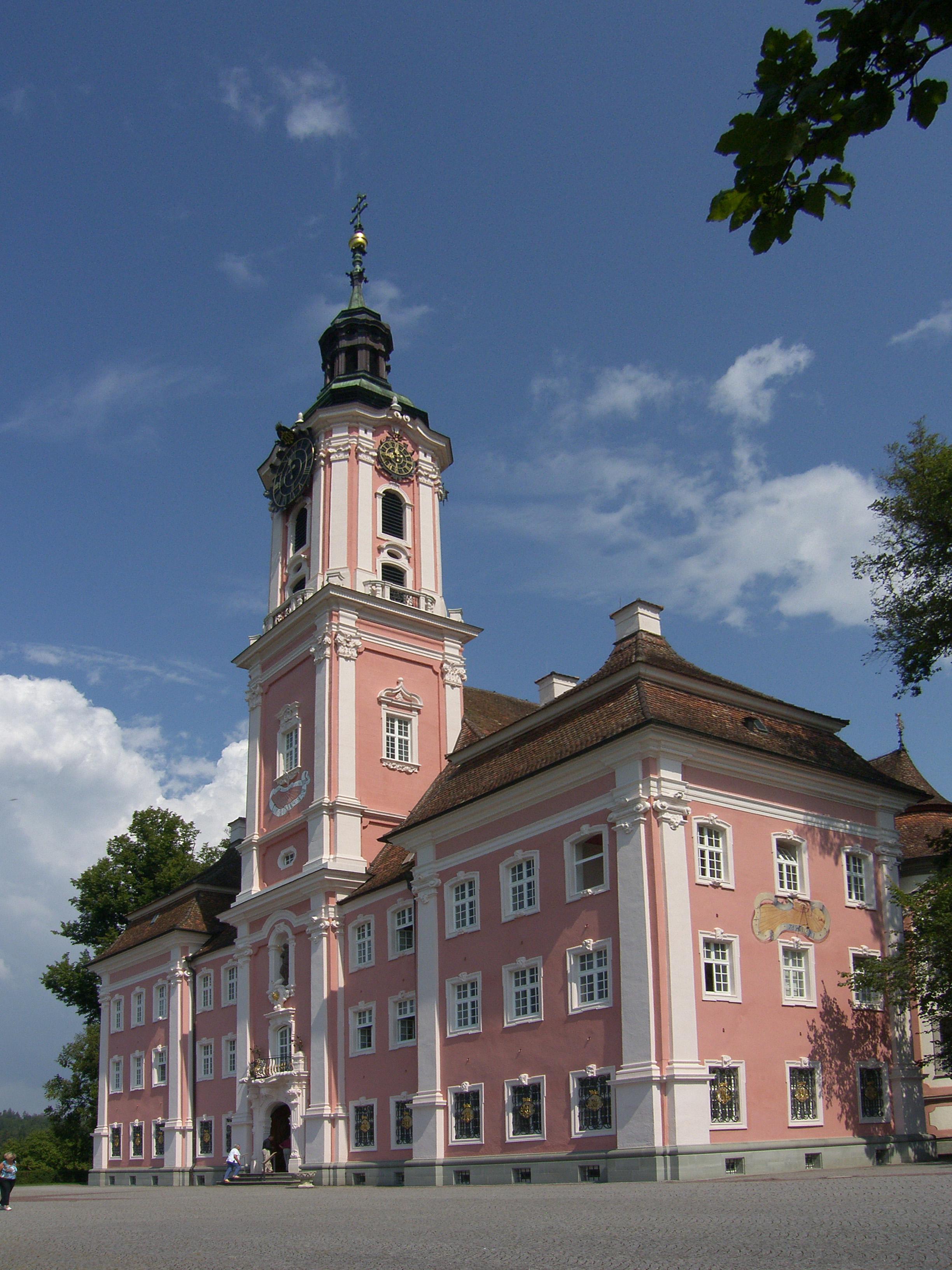
كنيسة دير بيرناو

خلال فترة الرايخ الثالث، أنشئ معسكر فرعي تابع لمعسكر اعتقال داخاو على أطراف المدينة.

### بعد الحرب العالمية الثانية حتى اليوم
في عام 1972، أصبحت أوبرلينغن أول مدينة في جمهورية ألمانيا الاتحادية تفرض ضريبة على السكن الثاني ، والتي أصبحت تعرف باسم "نموذج أوبرلينغن". وفي إطار إصلاح التقسيم الإداري عام 1973، فقدت أوبرلينغن مكانتها كمقر منطقة أوبرلينغن ، واندمج جزء كبير منها مع منطقة تيتنانغ ليشكلا منطقة بحيرة كونستانس (بودنسيكرايس). وفي يناير 1993، حصلت أوبرلينغن على صفة "مدينة كبرى ضمن التقسيم الإداري" (Große Kreisstadt) بموجب قرار حكومة ولاية بادن-فورتمبيرغ.

### أوبرلينغن كمنتجع سياحي حاليًا
بحلول خمسينيات القرن العشرين، رسّخت أوبرلينغن مكانتها كوجهة سياحية رئيسة على بحيرة كونستانس، خاصة لمحبي السياحة العلاجية. وكانت أول منتجع علاجي كنيب (Kneippheilbad) في ولاية بادن-فورتمبيرغ، وهو نظام علاجي يعتمد على الماء، الحمية الغذائية، العلاج العطري، والتمارين، وفقًا لمبادئ سيباستيان كنيب.
يمتد ممشى المدينة لمسافة 2 كيلومتر على ضفاف البحيرة، وينتهي عند منتجع "ثيرمه بودنسيه"، الذي افتُتح عام 2003. وفي عام 2005، فازت المدينة بالشراكة مع ديزندورف وليبيرتسرويته بالميدالية الذهبية في مسابقة "مدينتنا تتفتح" (Unsere Stadt blüht auf).

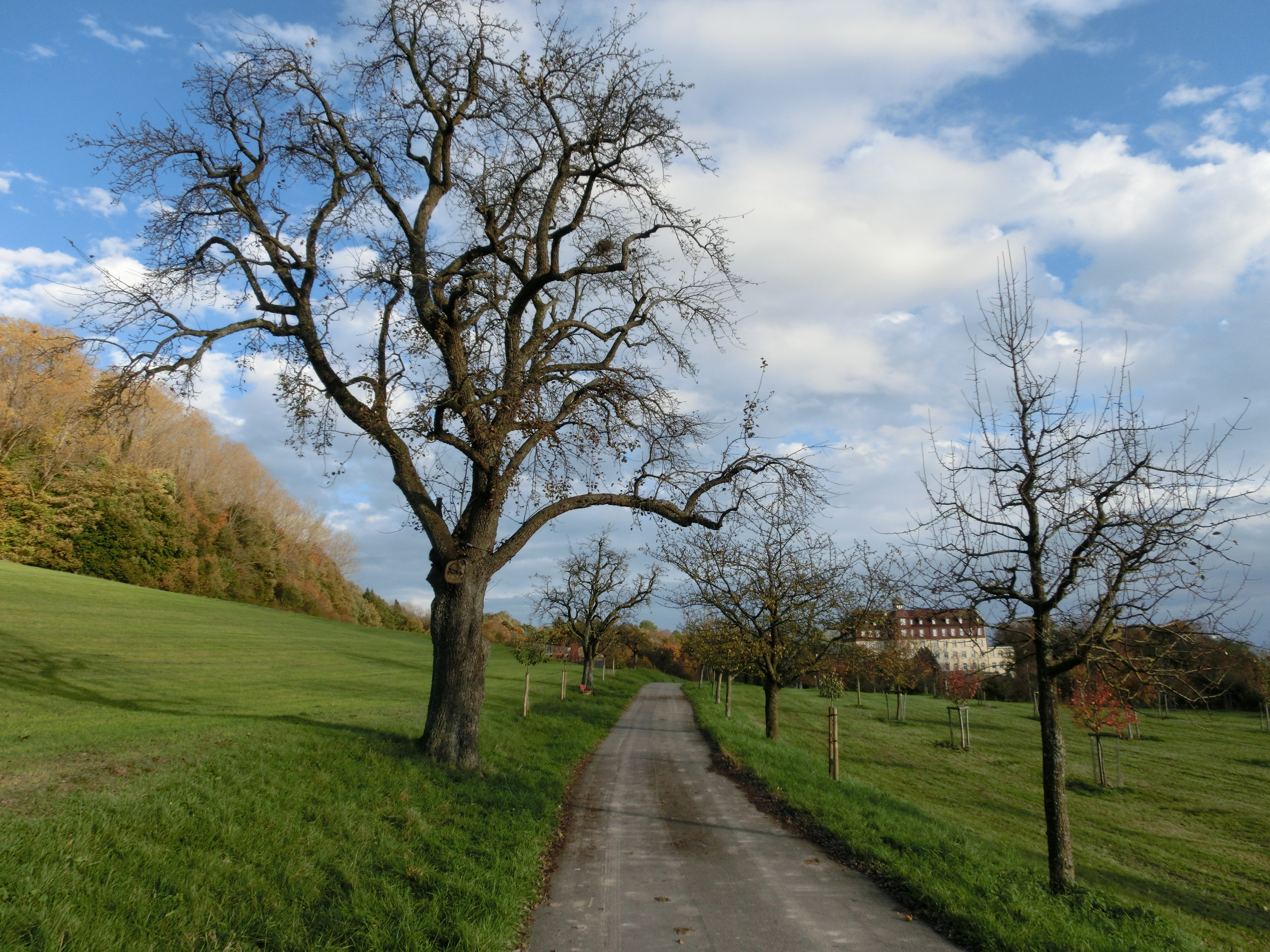
مسار الاحتفال يمر عبر أراضي قلعة شبيتسغارت

توفّر المدينة العديد من مسارات المشي، وتقع على امتداد مسار الاحتفال (Jubiläumsweg) الذي يبلغ طوله 111 كيلومترًا، ويمر عبر معالم تاريخية وطبيعية من كريسبرون وصولًا إلى منتجع أوبرلينغن.
كما انضمت أوبرلينغن إلى حركة سيتاسلو لحماية نمط حياتها من التطوير المفرط. وفي عام 2012، حظرت المدينة استخدام الكائنات المعدلة وراثيًا والمبيدات الزراعية.

### حادثة اصطدام جوي عام 2002

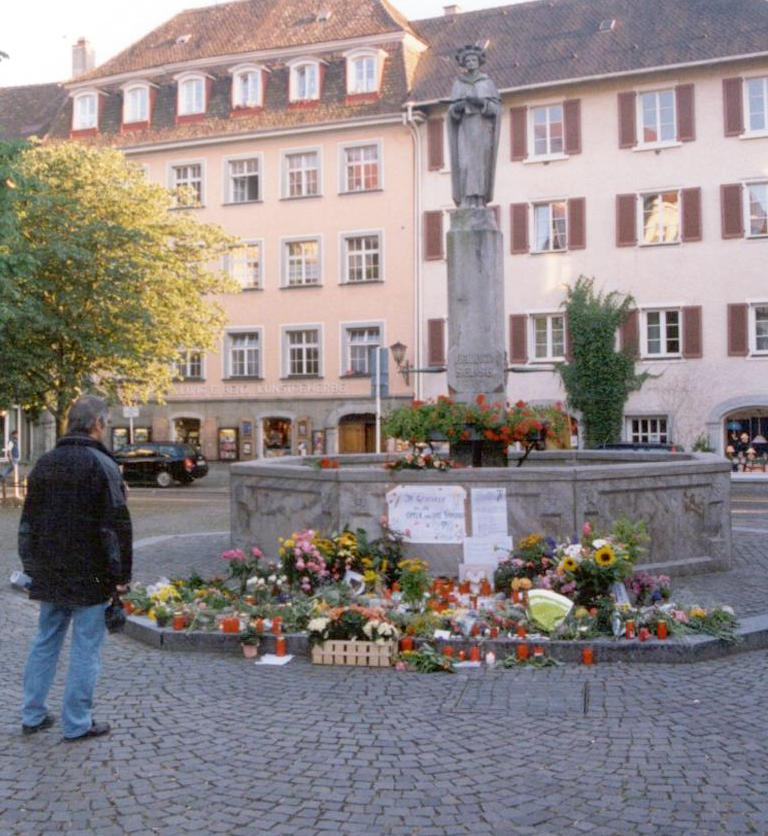
نصب تذكاري ارتجالي لضحايا الحادث في ساحة السوق

في 1 يوليو 2002، لفتت أوبرلينغن أنظار العالم إثر حادث اصطدام جوي بين طائرة خطوط باشكيريا الجوية الرحلة 2937 من طراز توبوليف تو-154، وطائرة شحن دي إتش إل من طراز بوينغ 757-200، كانت تقل طاقمًا من طيارَين.
كانت الطائرة المدنية تقل 69 شخصًا معظمهم من الأطفال، برفقة عدد من المشرفين، متجهين إلى إسبانيا لقضاء عطلة. اصطدمت الطائرتان على ارتفاع نحو 30,000 قدم، وسقط الحطام في ضواحي أوبرلينغن الشمالية، مما أسفر عن مقتل 71 شخصًا، بمن فيهم الأطفال والمرافقون وطاقم الشحن.
وضع الأهالي نصبًا تذكاريًا مرتجلًا في موقع النافورة بساحة السوق، وأقيم نصب آخر في منطقة براشنرويته، التي سقط فيها أحد أكبر أجزاء الحطام، ويضم هذا النصب سلسلة من الكرات البيضاء الضخمة ترمز إلى الضحايا.[بحاجة لمصدر]
بعد أقل من عامين، في 24 فبراير 2004، قُتل بيتر نيلسن، مراقب الحركة الجوية المسؤول أثناء الحادث، طعنًا على يد المعماري فيتالي كالوييف، الذي فقد زوجته وطفليه في الكارثة.
في 19 مايو 2004، نشرت المكتب الفدرالي الألماني للتحقيق في حوادث الطيران تقريره الرسمي حول الحادث الجوي، وخلص إلى أن السبب الرئيسي كان أوجه القصور في نظام مراقبة الحركة الجوية السويسري الذي كان يشرف على الرحلتين لحظة الحادث، بالإضافة إلى الغموض في استخدام نظام تجنّب التصادم (TCAS) الموجود على متن الطائرتين.

## الجغرافيا
تقع أوبرلينغن على الجزء المعروف باسم "بحيرة أوبرلينغن" من بحيرة كونستانس، والتي تُعد مصدرًا مائيًا هامًا لجنوب غرب ألمانيا. وتتسم تضاريسها بالهضاب المتشكلة من الرواسب الجليدية (moraine) خلال العصر الجليدي الأخير.
تبعد المدينة نحو 103 كيلومترات عن زيورخ، و40 كيلومترًا عن كونستانس، و233 كيلومترًا عن ميونخ.
تحدّ المدينة كل من بودمان-لودفيغسهافن وشتوكاخ من جهة الغرب، وكلتاهما تابعتان لمقاطعة كونستانس، كما تحدها زيبلينغن وأوفينغن وفريكنغن وساليم وأولدينغن-مولهوفن من الجهات الأخرى. وتتمتع أوبرلينغن بصلاحية الإدارة المحلية لكل من أوفينغن وزيبلينغن.

### التقسيمات الإدارية
إلى جانب أوبرلينغن المركزية (Kernstadt), تضم المدينة عددًا من القرى والأحياء. وقد شهدت مناطق بادن-فورتمبيرغ في النصف الثاني من القرن العشرين تحوّل العديد من المزارع الكبرى إلى أحياء سكنية، مع الاحتفاظ أحيانًا بأسمائها الأصلية.
وبعد إصلاح التقسيم الإداري في سبعينيات القرن الماضي، أُلحقت البلدات التالية بأوبرلينغن: بامبرغن، بوندورف، ديسندورف، هودينغن، ليبرتسرويته، نيسلواغن، ونوسدورف. وتُدار هذه البلدات ضمن نظام موحد، حيث تُجري انتخابات محلية وتُعيّن إدارتها الخاصة.
بعض المناطق التابعة كما يلي:
- في وسط المدينة: ألتبيرناو، أندلشوفن، أوفكيرش، براشنرويته، برونينسباخ، غولدباخ، هولفانغن، هوهينليندن، كوغنباخ، رينغولدسهاوزن، ريستلِهوف، رويتهاوفه، فييرهوفه
- لـبامبرغن: فورستهاوس هوهرين، هيفهاوسله، نوهوف، أوتومولِه، رويتِمولِه، شونبوخ
- لـبوندورف: بوهوف، إيغنفايلر، فوكسلوخ، هالدِنهوف، هيلشِنهوف، كاينهوف، نيغيلهوف، تالمولِه، فالبيرتسفايلر
- لـديسندورف: هازِنفايده، كاتارينهِنهوف، كلامِرهولتسله، كونيغسهوف، نوننهولتسله، شاينبوخ، فيلمرشوف
- لـهودينغن: لينغِلهوف، شبيتسغارت
- لـليبرتسرويته: بروكفيلدر مولِه، إرناتسرويته، هايغنفايلر، هيبسَك، هيبمانسفيلدَرهوف، إن دير هوهِن آيش، نويِس هاوس، أوبرهوف، شيلِنبرغ، شتاينهوفه، فاكنهاوزن
- لـنيسلواغن: ألتِه فيتّه، فيشِرهاوس، هينتِربيرغهوف، كاتسنهاوسله، لودفيغسهوف، مولبرغهوف، رويتهاوف، زاتلرهاوسله، فوردربيرغهوف، فايلَرهوف
- لـنوسدورف: أونترماوراخ

### العمارة
تُعد كنيسة القديس نيكولاوس (Münster St. Nikolaus) من أبرز معالم المدينة وأكبر المباني القوطية المتأخرة في المنطقة. وتحتوي على مذبح خشبي كبير منحوث على يد يورغ تسورن في عصر النهضة المتأخرة. وعلى أحد أعمدة المذبح تظهر تماثيل ليعقوب الرسول وهو يحمل عصاه وصدفة الحجاج. كما تظهر على عمود أوسع كرة مدفع من حصار 1634 الذي شنّه السويديون وحلفاؤهم. وتحمل النقش التالي (بتصرّف): "المشير السويدي غوستاف هورن حاول احتلال أوبرلينغن، وهاجمها ثلاث مرات دون نجاح، ثم اضطر للانسحاب. يا مريم، هذا نصر باسمك". وقد استقرّت القذيفة في عارضة الجرس في البرج.
تُعتبر كنيسة سيلفستر في حي غولدباخ أقدم كنيسة في منطقة بحيرة كونستانس، وتحتوي على جداريات تعود لمدرسة رايشناو في القرن التاسع الميلادي.
أما دار البلدية، فقد شُيّدت في عصر النهضة، وتزين قاعة المجلس سلسلة تماثيل منحوتة من خشب الزيزفون على يد النحات ياكوب روس. تمثل هذه التماثيل "الرباعيات الإمبراطورية"، وتُصوّر التسلسل الهرمي من الأمراء إلى الفلاحين، ما يعكس بنية السلطة في نهاية القرن الخامس عشر (1490–1494).
كان مبنى "مخزن الحبوب" مركزًا لتجارة القمح النشطة سابقًا. وبعد ترميمه عام 1998، أصبح أحد أبرز المعالم الثقافية في المدينة، ويقع بين المرفأ وساحة السوق، ويُرى بوضوح من جزيرة مايناو. يعود تاريخ المبنى الأصلي وفقًا لما ورد في "مرسوم الحبوب" إلى عام 1421. وتشير بقايا الأساسات إلى وجود مبنى أقدم في نفس الموقع. أما الشكل الحالي فقد صممه فرانز أنطون باغناتو عام 1788، بأسلوب يجمع بين الباروك والكلاسيكية، ويخضع لحماية قانون البناء في بادن منذ 1936/1937.
شُيّدت كنيسة الفرنسيسكان عام 1348 بأسلوب الرومانسكي، ثم تحوّلت إلى الطراز الباروكي في القرن الثامن عشر، وتم ترميمها في تسعينيات القرن العشرين. أما كنيسة القديس ميخائيل (أوفكيرش)، التي تقع خارج أسوار المدينة، فقد بُنيت حوالي عام 1000، وكانت أول كنيسة رعية في المدينة، وتعرّضت لأضرار جسيمة خلال حصار 1634.

### الظواهر الجيولوجية
تقع أوبرلينغن في الطرف الشرقي من الهضبة السويسرية، على نهاية الرواسب الجليدية الناتجة عن العصر الجليدي الثاني. وقد نحتت الأنهار الجليدية في العصر الجليدي الأخير هذه المنطقة، ما أدى إلى تكوين مزيج من التكوينات المورانية (الركامية) والانقطاعات الجليدية، وأعمقها يمر عبر الغابات القديمة في هودينغن وصولًا إلى البحيرة. هذا التنوع الجيولوجي بين الحت الجليدي والرواسب والانجراف، أدى إلى تشكيلات جيولوجية فريدة.

### المناطق المحمية
اعتبارًا من أبريل 2009، تضم أوبرلينغن والمناطق المحيطة بها ثلاث حدائق ريفية وأربع مناطق طبيعية محمية قانونيًا.
- المناطق الطبيعية المحمية

منطقة "وادي آخ" (Aach Ravine) بمساحة 72 هكتارًا، و"وادي هودينغن" (Hödinger Ravine) بين هودينغن وزيبلينغن بمساحة 28 هكتارًا، و"صخور كاثارينه" (Katharinen Rocks) بمساحة 4 هكتارات، و"وادي شبيتسغارت" (Spetzgarter Tobel) بين غولدباخ وشبيتسغارت بمساحة 12 هكتارًا.

### المناخ
رغم أن أوبرلينغن لا تقع على ساحل بحري، إلا أن مناخها يُصنَّف - حسب تصنيف كوبن - كمناخ محيطي (Cfb)، يتسم بأربعة فصول مميزة. المناخ هنا معتدل، مع تقلبات فصلية.
وفقًا لنظام كوبن:
- C تشير إلى مناخ ذي حرارة شهرية تتجاوز 10م في أشهر الصيف وأعلى من -3 م في أبرد شهوره.
- f تدل على توزيع متوازن لهطول الأمطار على مدار السنة.
- b تشير إلى أن متوسط حرارة أشهر الصيف أقل من 22°م، لكن هناك أربعة أشهر بدرجات حرارة تفوق 10°م.

تتأثر المدينة برياح غربية رطبة وأخرى شرقية جافة باردة. كما تلعب رياح الفون الدافئة دورًا هامًا في مناطق جبال الألب الشمالية وتؤثر أيضًا على المدن المحيطة ببحيرة كونستانس، بينما تُعد رياح البايزه (الباردة) سمة شتوية معتادة.

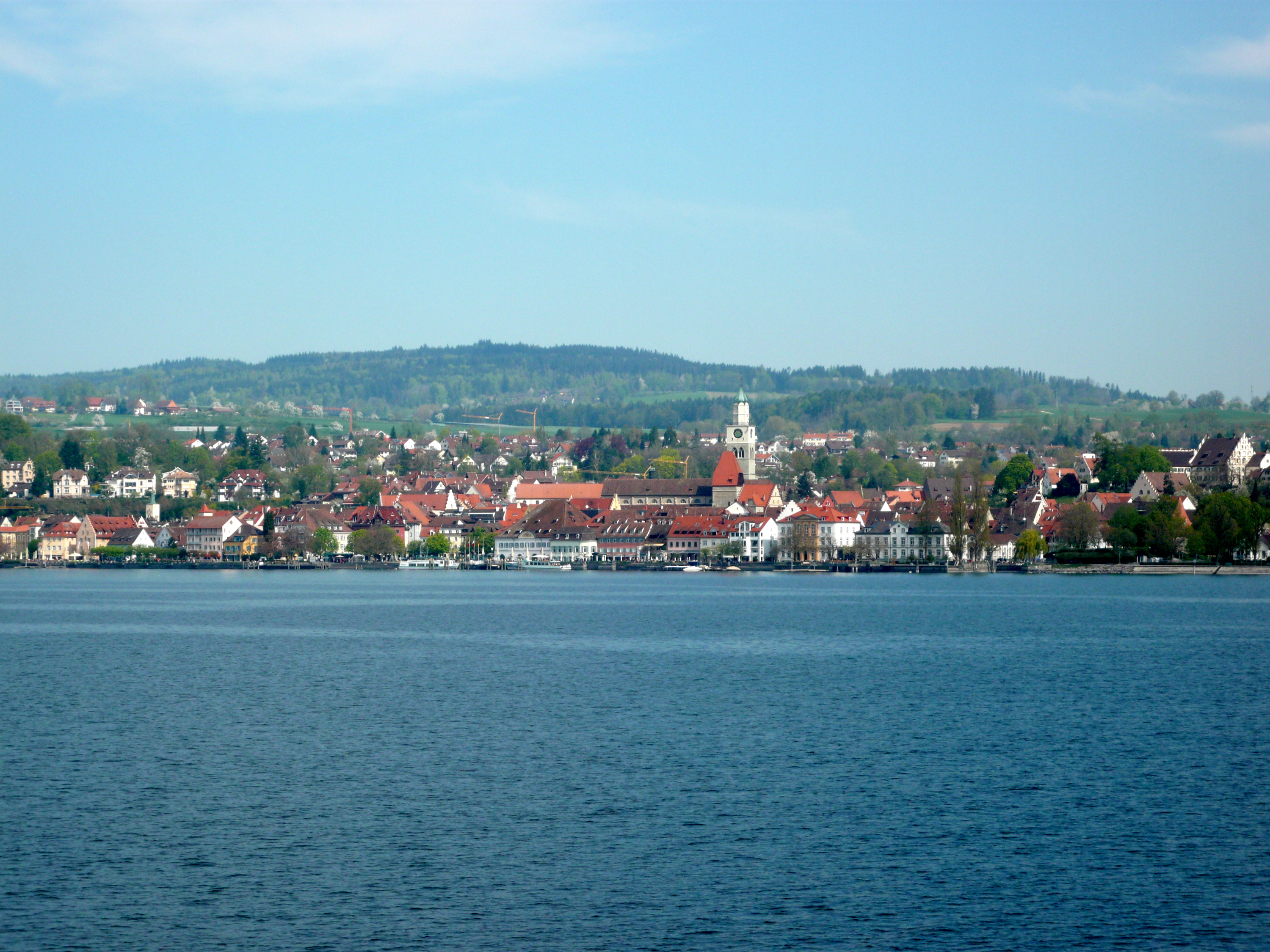
أوبرلينغن، منظر من بحيرة كونستانس

| البيانات المناخية لـأوبرلينغن آم بودنزي، بادن-فورتمبيرغ 1961–1990 | البيانات المناخية لـأوبرلينغن آم بودنزي، بادن-فورتمبيرغ 1961–1990 | البيانات المناخية لـأوبرلينغن آم بودنزي، بادن-فورتمبيرغ 1961–1990 | البيانات المناخية لـأوبرلينغن آم بودنزي، بادن-فورتمبيرغ 1961–1990 | البيانات المناخية لـأوبرلينغن آم بودنزي، بادن-فورتمبيرغ 1961–1990 | البيانات المناخية لـأوبرلينغن آم بودنزي، بادن-فورتمبيرغ 1961–1990 | البيانات المناخية لـأوبرلينغن آم بودنزي، بادن-فورتمبيرغ 1961–1990 | البيانات المناخية لـأوبرلينغن آم بودنزي، بادن-فورتمبيرغ 1961–1990 | البيانات المناخية لـأوبرلينغن آم بودنزي، بادن-فورتمبيرغ 1961–1990 | البيانات المناخية لـأوبرلينغن آم بودنزي، بادن-فورتمبيرغ 1961–1990 | البيانات المناخية لـأوبرلينغن آم بودنزي، بادن-فورتمبيرغ 1961–1990 | البيانات المناخية لـأوبرلينغن آم بودنزي، بادن-فورتمبيرغ 1961–1990 | البيانات المناخية لـأوبرلينغن آم بودنزي، بادن-فورتمبيرغ 1961–1990 | البيانات المناخية لـأوبرلينغن آم بودنزي، بادن-فورتمبيرغ 1961–1990 |
| الشهر                                                             | يناير                                                             | فبراير                                                            | مارس                                                              | أبريل                                                             | مايو                                                              | يونيو                                                             | يوليو                                                             | أغسطس                                                             | سبتمبر                                                            | أكتوبر                                                            | نوفمبر                                                            | ديسمبر                                                            | المعدل السنوي                                                     |
| ----------------------------------------------------------------- | ----------------------------------------------------------------- | ----------------------------------------------------------------- | ----------------------------------------------------------------- | ----------------------------------------------------------------- | ----------------------------------------------------------------- | ----------------------------------------------------------------- | ----------------------------------------------------------------- | ----------------------------------------------------------------- | ----------------------------------------------------------------- | ----------------------------------------------------------------- | ----------------------------------------------------------------- | ----------------------------------------------------------------- | ----------------------------------------------------------------- |
| المتوسط اليومي °م (°ف)                                            | −0.4 (31.3)                                                       | 0.8 (33.4)                                                        | 4.3 (39.7)                                                        | 8.3 (46.9)                                                        | 12.6 (54.7)                                                       | 15.9 (60.6)                                                       | 18.0 (64.4)                                                       | 17.2 (63.0)                                                       | 14.3 (57.7)                                                       | 9.3 (48.7)                                                        | 3.9 (39.0)                                                        | 0.6 (33.1)                                                        | 8.8 (47.8)                                                        |
| الهطول مم (إنش)                                                   | 55.9 (2.20)                                                       | 51.2 (2.02)                                                       | 50.8 (2.00)                                                       | 69.8 (2.75)                                                       | 93.2 (3.67)                                                       | 110.9 (4.37)                                                      | 103.6 (4.08)                                                      | 104.4 (4.11)                                                      | 75.7 (2.98)                                                       | 62.4 (2.46)                                                       | 70.5 (2.78)                                                       | 56.6 (2.23)                                                       | 905 (35.6)                                                        |
| ساعات سطوع الشمس اليومية                                          | 1.3                                                               | 2.8                                                               | 4.2                                                               | 5.6                                                               | 6.5                                                               | 7.5                                                               | 6.0                                                               | 7.2                                                               | 6.0                                                               | 3.4                                                               | 1.9                                                               | 1.2                                                               | 4.6                                                               |
| المصدر: دائرة الأرصاد الجوية الألمانية                            |                                                                   |                                                                   |                                                                   |                                                                   |                                                                   |                                                                   |                                                                   |                                                                   |                                                                   |                                                                   |                                                                   |                                                                   |                                                                   |

### شخصية الكرنفال "هانزله"
تظهر شخصية الكرنفال "هانزله" في العديد من الاحتفالات على مدار العام. ولا يتم اختيار سوى شخص واحد ليكون "هانزله" الرسمي، ويشارك في معظم الاحتفالات المدنية، وغالبًا ما تبقى هويته مجهولة. كما يرتدي أعضاء آخرون من النادي نفس الزي التنكري. ويتميّز زي "هانزله" بأنه مصنوع من مربعات ملونة من اللباد، ويحتوي على ذيل ثعلب، ويضع البخور في غطاء الرأس. بالإضافة إلى ذلك، يحمل "هانزله" سوطًا ثقيلًا؛ وقبيل "فاستناخت"، يتجمّع عدد من "هانزله" غير المتنكرين في ساحة السوق للتدرّب على فرقعة السوط.

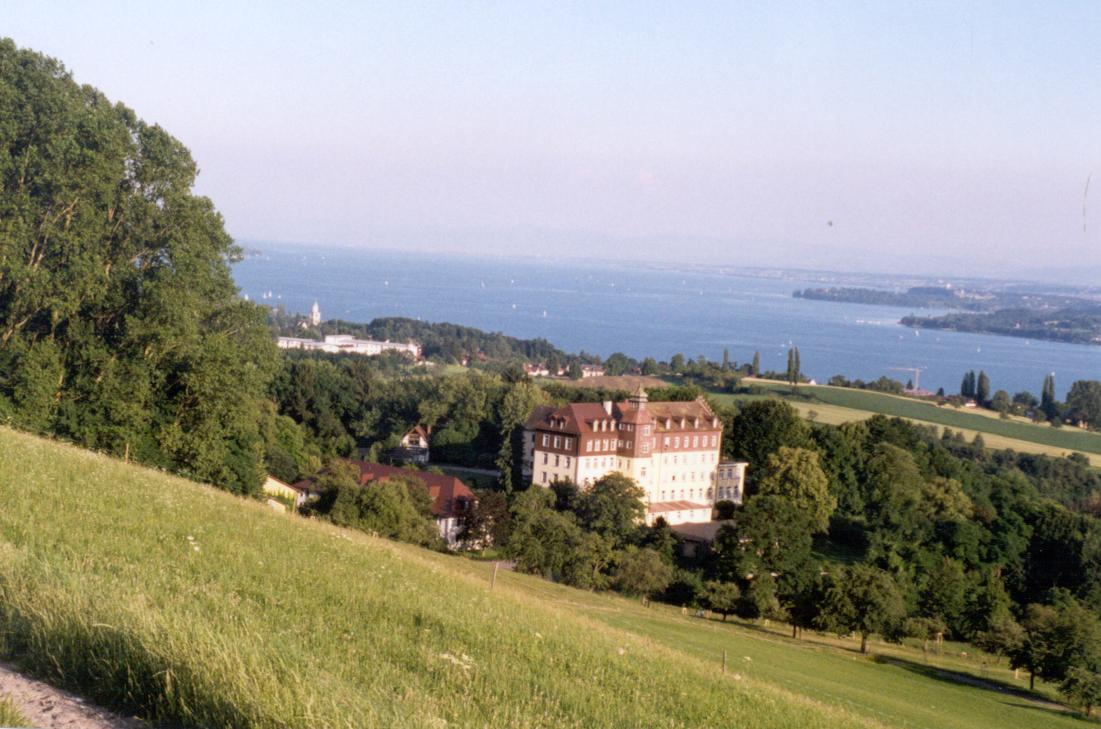
مدرسة داخلية في قصر ساليم، وتظهر أوبرلينغن وبحيرة بودنزي في الخلفية

## القانون والحكم المحلي

### عمداء مدينة أوبرلينغن
- 1308–XXXX: أولريش آم أورت
- 1644–1670: يوهان هاينريش فون بفلومايرن
- 1733–1770: يوهان ليوبولد فون هاوبيرت
- 1773–1793: البارون فون لينتس
- 1793–1799: كارل إنروت
- 1799–1802: يوهان بابتيست موزر
- 1802–1810: كارل إنروت
- 1810–1814: يوهان بابتيست موزر
- 1814–1830: يوهان بابتيست كوغل
- 1830–1835: كونراد ماغ
- 1835–1847: كارل مولر
- 1847–1849: هوفاكر
- 1849: يوهان سباستيان كنوفله
- 1849–1858: أدولف برنهارد شمالهولز
- 1858–1873: ماثيوس شتيب
- 1873–1879: فيلهلم بيك
- 1879–1885: ماثيوس شتيب
- 1885–1919: موروس بيتز
- 1919–1933: هاينريش إميريش
- 1933–1945: ألبرت سبريغ (الحزب النازي NSDAP)
- 1945: كارل لوهله (الحزب الديمقراطي الاجتماعي الألماني)
- 1946–1948: فرانز هوغ (مستقل)
- 1948–1969: فيلهلم أنطون شيله (الاتحاد الديمقراطي المسيحي)
- 1969–1993: راينهارد إيبرسباخ (SPD)
- 1993–2000: كلاوس باتسل (SPD)
- 2000–2008: فولكمار فيبر (مستقل)
- 2009–2017: زابين بيكر (منذ 2014 مستقلّة، سابقًا من CDU)
- منذ 2017: يان تسايتلر (SPD)

## التعليم
توجد في أوبرلينغن عدة مدارس ابتدائية وثانوية، ومعظمها مدارس حكومية.

## وسائل الإعلام
تُعتبر صحيفة "زودكوريير" (Südkurier) الصحيفة اليومية الرئيسية في أوبرلينغن، ولها قسم محلي خاص بالمدينة، وتدير مكتب تحرير محلي فيها.

## النقل

### الجو
أقرب المطارات إلى أوبرلينغن هو مطار فريدريشسهافن (يبعد 32 كيلومترًا)، والذي يقدّم رحلات داخلية بشكل رئيسي، ومطار زيورخ الدولي (يبعد 100 كيلومتر)، ويقدّم رحلات إلى وجهات عالمية.

### الطرق
يمر الطريق الفيدرالي رقم 31 من الشرق إلى الغرب عبر أوبرلينغن. وقد جرى تحديث جزء منه ليصبح B31n (الحرف "n" يرمز إلى "جديد") من نهاية الطريق السريع A81 حتى المدينة.

### السكك الحديدية
تمر سكة حديد شتارينغن - فريدريشسهافن عبر أوبرلينغن، وتتضمن نفقًا مزدوجًا تحت المركز التاريخي للمدينة. تخدم المدينة ثلاث محطات: "أوبرلينغن-نوسدورف"، و"أوبرلينغن"، و"أوبرلينغن-تيرمه"، من الشرق إلى الغرب. وتُعد محطة أوبرلينغن الرئيسية محطة توقف لقطارات InterRegioExpress (IRE) بين بازل وأولم، إضافةً إلى القطارات الإقليمية (RB) بين فريدريشسهافن وزينغن (هوهنتفيل). أما المحطتان الجانبيتان فتخدمهما فقط القطارات الإقليمية.

### الماء
ترتبط أوبرلينغن ببلدة فالهاوزن، وهي ضاحية تابعة لمدينة كونستانس، عبر خدمة عبّارة. ومن هناك، يمكن الوصول إلى وسط مدينة كونستانس بالحافلة. كما ترتبط أوبرلينغن خلال فصل الربيع المتأخر حتى أوائل الخريف بوسائل نقل مائي منتظمة مع كونستانس وميرسبورغ وجزيرة مايناو.

## المدن التوأمة
ترتبط أوبرلينغن باتفاقيات توأمة مع:
- شانتيه، فرنسا (1987)
- باد شانداو، ألمانيا (1990)

## القرى والمزارع

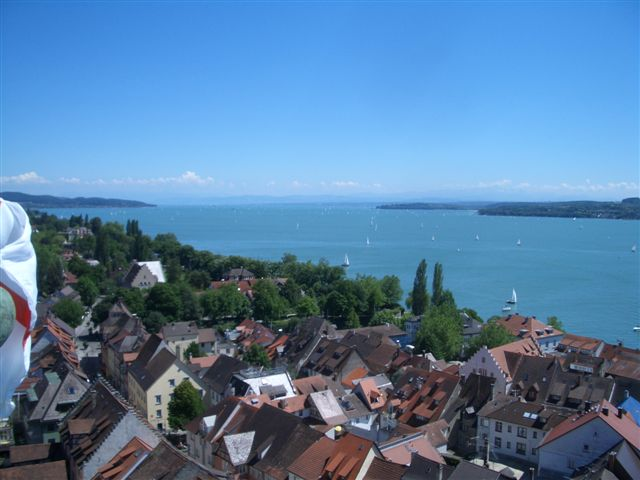
منظر من برج الكنيسة

- أندلشوفن ذُكرت لأول مرة عام 1239 باسم Andelsowe. كانت ملكًا لفرسان القديس يوحنا (فرسان مالطا). احترقت بالكامل في عامي 1552 و1634، ثم أعيد بناؤها. كانت السلطة القضائية بيد أوبرلينغن. وفي عام 1805، ضمت بادن القرية، وأُعيد تنظيمها ضمن مقاطعة أوبرلينغن الإدارية. وفي عام 1927، أُلغيت الكومونة وأُلحقت بأوبرلينغن. أما مزارعها التابعة، فصارت إداريًا جزءًا من بلدات مجاورة مثل هاگنفايلر وليبرتسفايلر وشونبوخ وبامبرغن.

- أوفكيرش ذُكرت عام 1242 باسم Ufkilche، وكانت موقع الكنيسة الأصلية لأوبرلينغن (كنيسة القديس ميخائيل). نُقلت ملكيتها إلى دير إنغلبيرغ عام 1311، ثم إلى فرسان تيوتون على جزيرة مايناو عام 1343، ثم إلى أوبرلينغن عام 1557. ومنذ ذلك الحين، أصبحت الكنيسة تابعة لكنيسة مونستر، وصار موقع القرية جزءًا من أوبرلينغن.

- بامبرغن ذُكرت لأول مرة عام 1268، وكانت مركزًا لعزبة "ريغنتسفايل" في القرنين 13 و14. في عام 1352، انتقلت ملكيتها إلى مستشفى أوبرلينغن. كانت المدينة تملك الصلاحيات القضائية الكاملة على بامبرغن وبعض المزارع المحيطة، بما في ذلك رويتهموله. ضُمت أراضيها إلى بادن عام 1803 وأُعيد تنظيمها تحت سلطة أوبرلينغن.

- بوندورف ذُكرت عام 800 باسم Pondorf. كانت جزءًا من أراضي هوهينفيلس في القرن 12، ثم انتقلت إلى مستشفى المدينة بين 1423 و1479. أُلحقت بأوبرلينغن رسميًا بعد ضم بادن عام 1803.

- نيسلفانغن ذُكرت عام 1094 باسم Nezzelwanc، وكانت تابعة في البداية لدير جميع القديسين في شافهاوزن، ثم إلى إمارة هوهينفيلس، ثم إلى مستشفى أوبرلينغن. بعد ضمها من قبل دوقية بادن عام 1803، أُلحقت بأوبرلينغن إداريًا.

- فالبيرتسفايلر كانت تُعرف باسم Waltprechtesweiler في 1160، وكانت مملوكة لدير ساليم السيسترسي. انتقلت ملكيتها إلى مستشفى أوبرلينغن في 1415، ومنذ ضمها من قبل بادن عام 1803 أصبحت جزءًا من مجتمع بوندورف.

## شخصيات بارزة

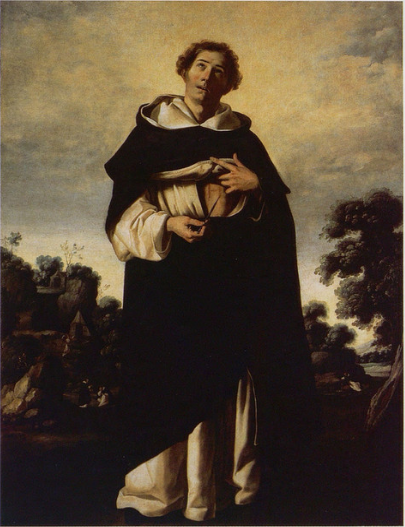
لوحة للـالطوباوي هنري زوسو

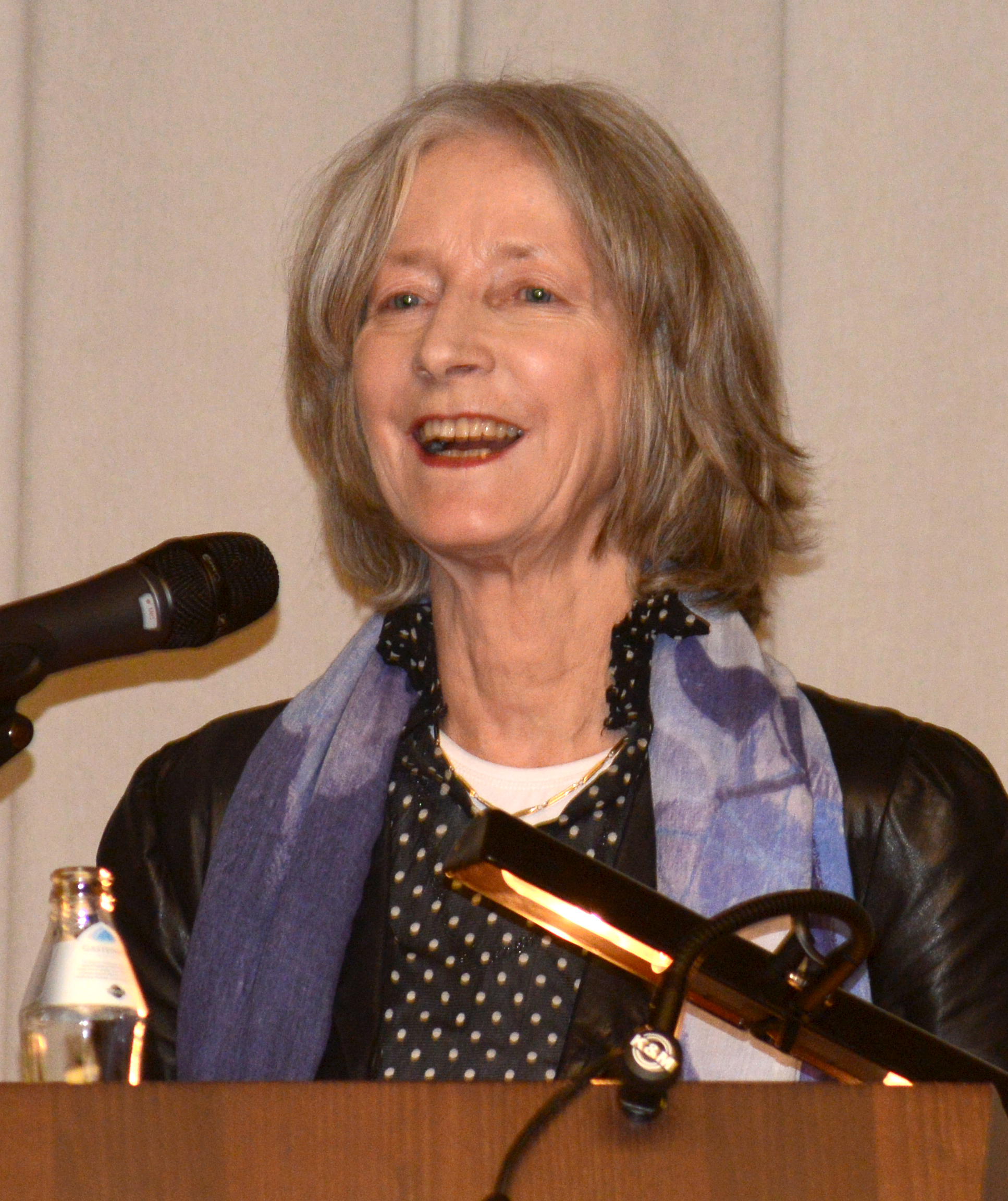
نايكه فاغنر، 2014

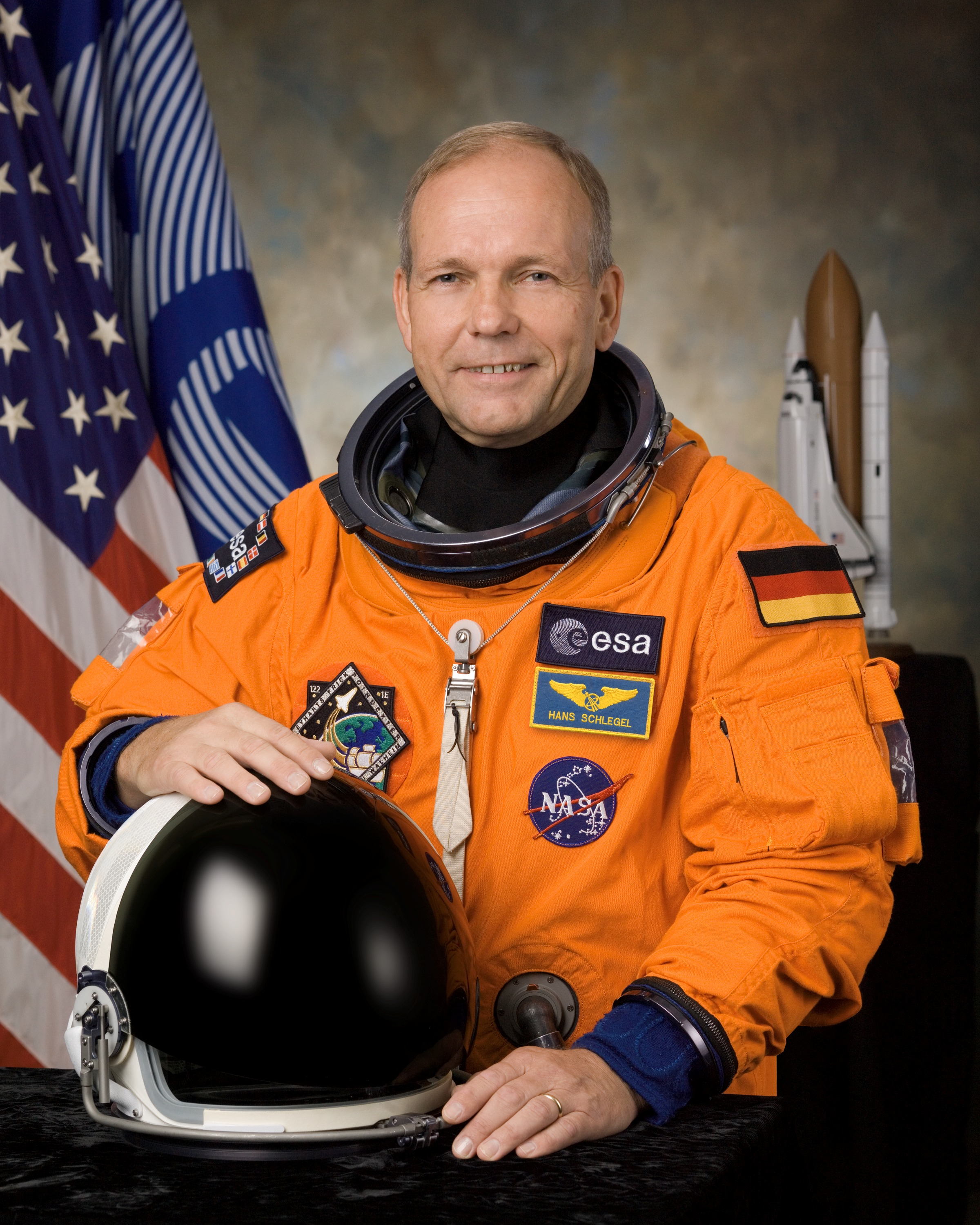
هانس شليغل، 2007

- هنري زوسو (1295–1366): راهب دومينيكاني ألماني، طُوب من قبل الكنيسة الكاثوليكية عام 1831.[44]
- بو نيفاتس فولموت (1510–1579): معماري بارز، عمل في فيينا وبراغ. de[الإنجليزية]
- فرانتس شوخ (1762–1813): إداري حكومي في بادن. de[الإنجليزية]
- كارل جوزيف برودتمان (1787–1862): فنان وصاحب مطبعة وبائع كتب سويسري.
- مانفريد بفستر (1879–1959): محامٍ وإداري في بادن. de[الإنجليزية]
- زيغفريد لاوترفاسر (1913–2000): مصور فوتوغرافي.
- يوليوس فيل (1918–2002): صحفي ومؤلف ألماني، أُدين بجرائم حرب.[45]
- نايكه فاغنر (مواليد 1945): مديرة فنون ومؤلفة، حفيدة ريتشارد فاغنر.
- ألكسندر لاوترفاسر (مواليد 1951): مصور فوتوغرافي.
- هانس شليغل (مواليد 1951): رائد فضاء، شارك في مهمتين فضائيتين لوكالة ناسا.
- شتيفان براونفيلس (مواليد 1950): معماري.
- رومان شاتز (مواليد 1960): صحفي ومؤلف فنلندي.
- مارك كيلر (مواليد 1965): ممثل ألماني.
- مارك دوميترو (مواليد 1986): ممثل ومغني ألماني من أصول رومانية.

### الرياضة
- مايكل شتاينباخ (مواليد 1969)، مجدف ألماني معتزل، حاصل على الميدالية الذهبية في الألعاب الأولمبية الصيفية 1992.
- أوفه ميرله (مواليد 1979)، لاعب كرة قدم ألماني سابق، خاض 476 مباراة.
- ريتشارد رينغر (مواليد 1989)، عداء ألماني في سباقات المسافات الطويلة والضاحية.
- نيكولاس هوفلر (مواليد 1990)، لاعب كرة قدم ألماني، شارك في أكثر من 400 مباراة.

## الأدب
(جميعها باللغة الألمانية)
- ديتر هيلموت شتولتس: Geliebtes Überlingen. Ein Gang durch Geschichte und Kultur der Stadt am Bodensee. Mit Stadtrundgang. الطبعة الثانية، دار زودكوريير، كونستانس 1981.
- بول باور (محرر): ...klein, hochmodern aber hiesig! Überlinger Gewerbe im Wandel، إصدار جمعية أصدقاء مدرسة يورغ تسورن الفنية، الطبعة الثانية، 1997، (ردمك 3-921213-93-2).
- بيتينا برنهارد: "Kur am und im See, Alpenblick inklusive". Das Kneippheilbad Überlingen. ضمن: فولفغانغ نيس، زونكه لورنتس (محرران): Kult-Bäder und Bäderkultur in Baden-Württemberg. ماركشتاين، 2004، (ردمك 3-935129-16-5).
- ميشائيل برونر، ماريون هاردر-ميركلباخ (محرران): 1100 Jahre Kunst und Architektur in Überlingen (850–1950). كتاب مرافق لمعرض المعرض البلدي في أوبرلينغن، دار إمهوف، بيترسبيرغ 2005، (ردمك 3-86568-032-1).
- أوزفالد بورغر: Der Stollen. أوبرلينغن 2005، (ردمك 3-86142-087-2) (توثيق لمعسكر أوفكيرش، أنفاق غولدباخر، ومقبرة المعتقلين في بيرناو).
- أوزفالد بورغر، هانزيورغ شتراوب: Die Levingers. Eine Familie in Überlingen. إيغينغن، 2002، (ردمك 3-86142-117-8).
- يان فورنول وآخرون: s brennt! Überlingen – eine Stadt und ihre Feuerwehr 1853 bis 2003. النشر الذاتي، 2003.
- ألويس شنايدر وآخرون (هيئة الآثار، شتوتغارت): Archäologischer Stadtkataster Baden-Württemberg Band 34: Überlingen، 2008، (ردمك 978-3-927714-92-2).
- بيتر هورينغ، أورسولا هورستمان، هيرمان كيلر: Chronik von Andelshofen. النشر الذاتي، 2010، 248 صفحة.[46]
- إيفا-ماريا باست، هايكه تيسن: Geheimnisse der Heimat: 50 spannende Geschichten aus Überlingen. دار Edition SÜDKURIER، 2011، (ردمك 978-3-00-035898-2).
- ألفونس سيملر: Überlingen – Bilder aus der Geschichte einer kleinen Reichsstadt، دار النشر أوبربادشر، زينغن 1949.